# Боросоаја (Јаши)
Боросоаја (рум. Borosoaia) насеље је у Румунији у округу Јаши у општини Плугари. Oпштина се налази на надморској висини од 139 m.

## Становништво
Према подацима из 2002. године у насељу је живело 1746 становника, од којих су сви румунске националности.